# Hannie Mein

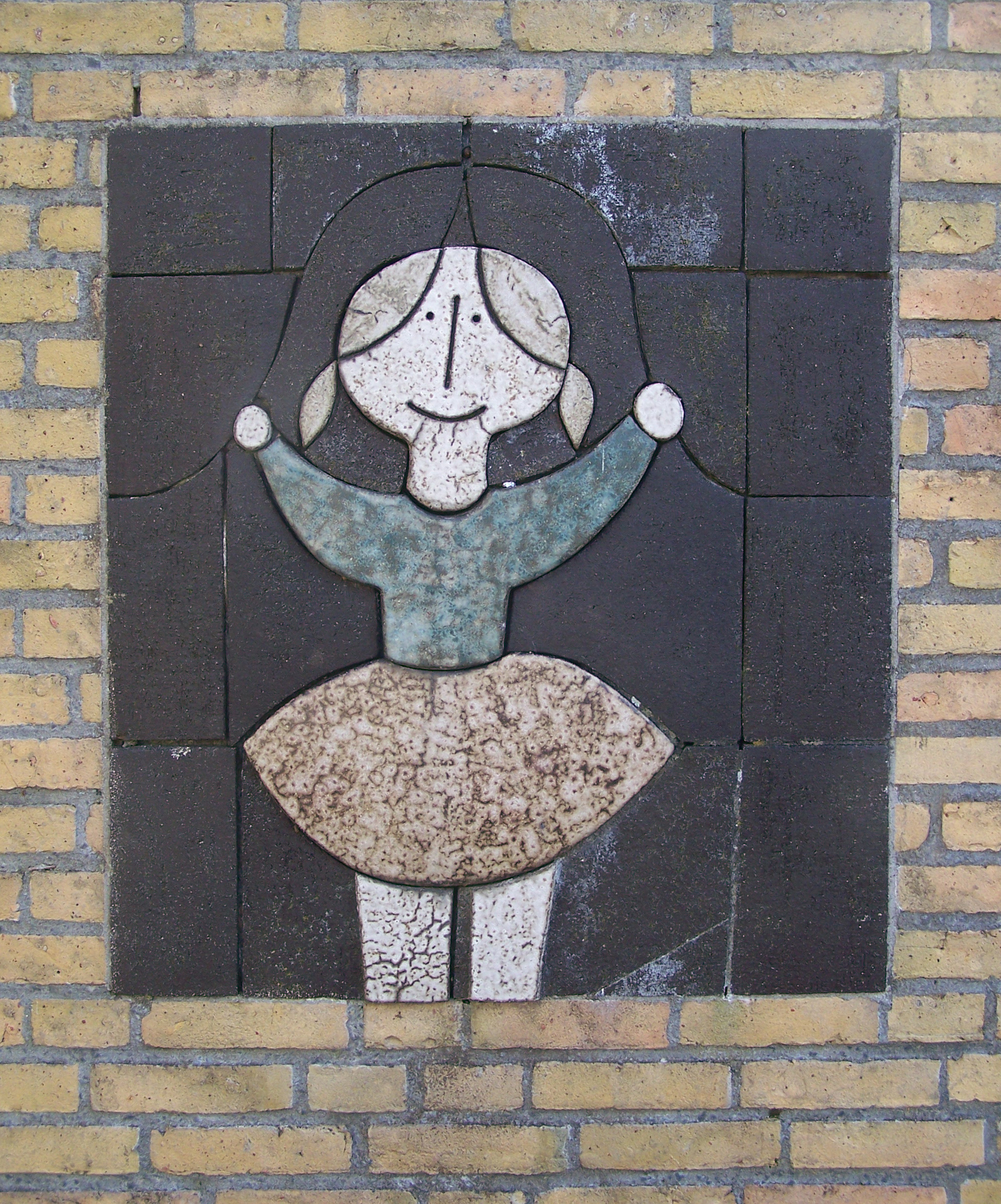
Keramikrelief, Comeniusschule, Schieringerweg, Leeuwarden

Johanna Greta „Hannie“ Mein (* 10. Juli 1933 in Utrecht; † 14. Februar 2003 in Vinkega, Weststellingwerf) war eine niederländische Keramikerin.

## Leben
Hannie Mein war die Tochter des niederländischen Sergeanten Jakob Mein (1904–1972) aus Groningen und der Deutschen Maria Friederike Caroline Charlotte Lübbert (1897–1956). 1938 zog die Familie nach Badhoevedorp in der Gemeinde Haarlemmermeer, wo Hannie Mein die weiterführende Schule besuchte und Malunterricht erhielt. Sie wäre gern Pressefotografin bei der Algemeen Nederlands Persbureau geworden, doch dort wurden zu diesem Zeitpunkt keine Frauen eingestellt. In Amsterdam begann sie 1954 als Retuscheurin bei einem Porträtfotografen zu arbeiten und später als Dekorationsmalerin bei einem Töpfer. Sie schrieb sich 1952 für Abendkurse am Instituut voor Kunstnijverheidsonderwijs (heute Gerrit Rietveld Academie) ein. Sie hatte dort vier Jahre lang Unterricht bei Hendrik Willem „Henk“ Brouwer, Emmy van Deventer-Molt, Lex Metz, Piet de Koning, Theo Dobbelman und Cor Kemink. Mitte der 1950er Jahre gründeten sie und der befreundete Keramiker und Drechsler Pieter Andriessen mit dem Studio „Con Amore“ eine Kombination aus Töpferei, Drechslerei und Weberei für Schilfrohr im Dwars Spinhuissteeg in Amsterdam. Sie beschäftigten mehrere Angestellte, die halfen, die Entwürfe umzusetzen.
Ab Anfang der 1960er Jahre lebte Hannie Mein in einer Beziehung mit dem Handelsvertreter Frederik „Freek“ Noppen (1922–1982) aus Zeist, der Glas aus Italien und Schweden importierte. Der gemeinsame Sohn Ruurd wurde 1964 in Amstelveen geboren und 1968 zog das Paar in einen alten Bauernhof „Het Bakhuis“ im friesischen Dorf Vinkega in der Gemeinde Weststellingwerf. Damit gehörte Hannie Mein zur großen Gruppe von Künstlern, die in den 1960er und 1970er Jahren aus der Randstad  in die Provinz Friesland kamen. Den für die Brennöfen benötigten Strom ließen sie von einem neben dem Hof gelegenen Transformatorenhaus zur Werkstatt legen. Freek Noppen übernahm die geschäftliche Arbeit, Hannie Mein die gestalterische. In Vinkega wurde das Paar schnell Teil der Dorfgemeinschaft. Sie beschäftigten acht Menschen aus der Nachbarschaft und erweiterten 1969 den Betrieb um eine Galerie, in der regelmäßig wechselnde Ausstellungen anderer Künstler stattfanden. Häufig besuchten sie Kunstmärkte und Veranstaltungen in und außerhalb Frieslands und Freek Noppen wurde zum Vorsitzenden des örtlichen Tourismusbüros gewählt. Hannie Mein engagierte sich auch intensiv im Tierschutz. 1972 heiratete das Paar. 1982 wurde Hannie Mein Witwe.
Einige Jahre später begann Hannie Mein eine Beziehung mit dem Biologen und Naturschützer Jan Leendert Adrianus van Haaften (1928–1990), einem Pionier der niederländischen Robbenforschung, den sie einen Monat vor seinem Tod am 27. November 1990 in Weststellingwerf heiratete. Nach einer Lungenkrebs-Operation im Jahr 1995 konnte Hannie Mein nur noch leichte Arbeiten verrichten. Als Folge schloss sie die Galerie und erhielt bei der Arbeit im Atelier Hilfe von dem befreundeten Keramiker Kees Hoogendam. Sie starb 2002 zu Hause in Vinkega und wurde in privatem Kreis in Heerenveen kremiert.

## Werk

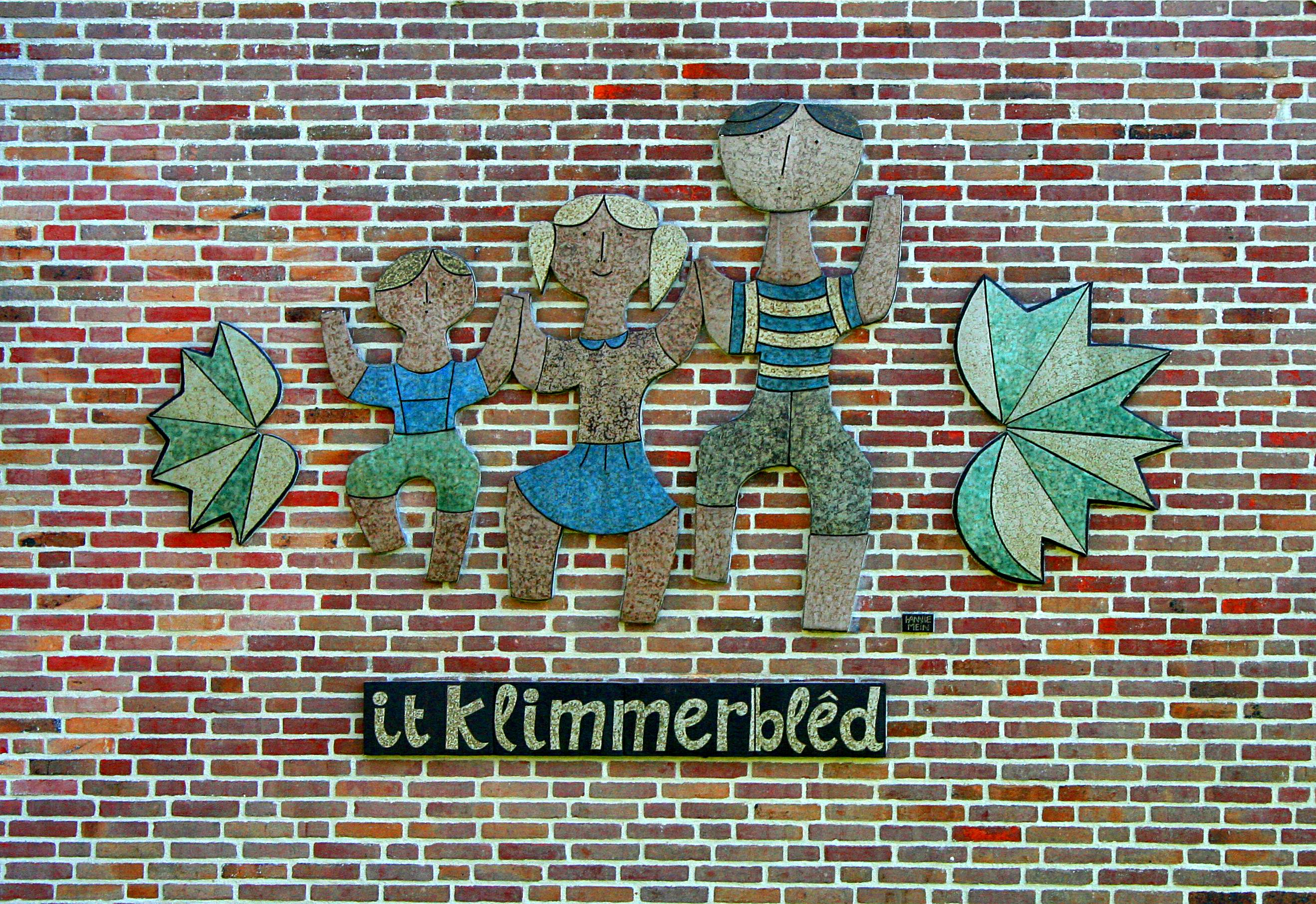
It Klimmerblêd, Wandrelief, R.K. Basisschool „It Klimmerblêd“, De Bast, Sint Nicolaasga, De Fryske Marren

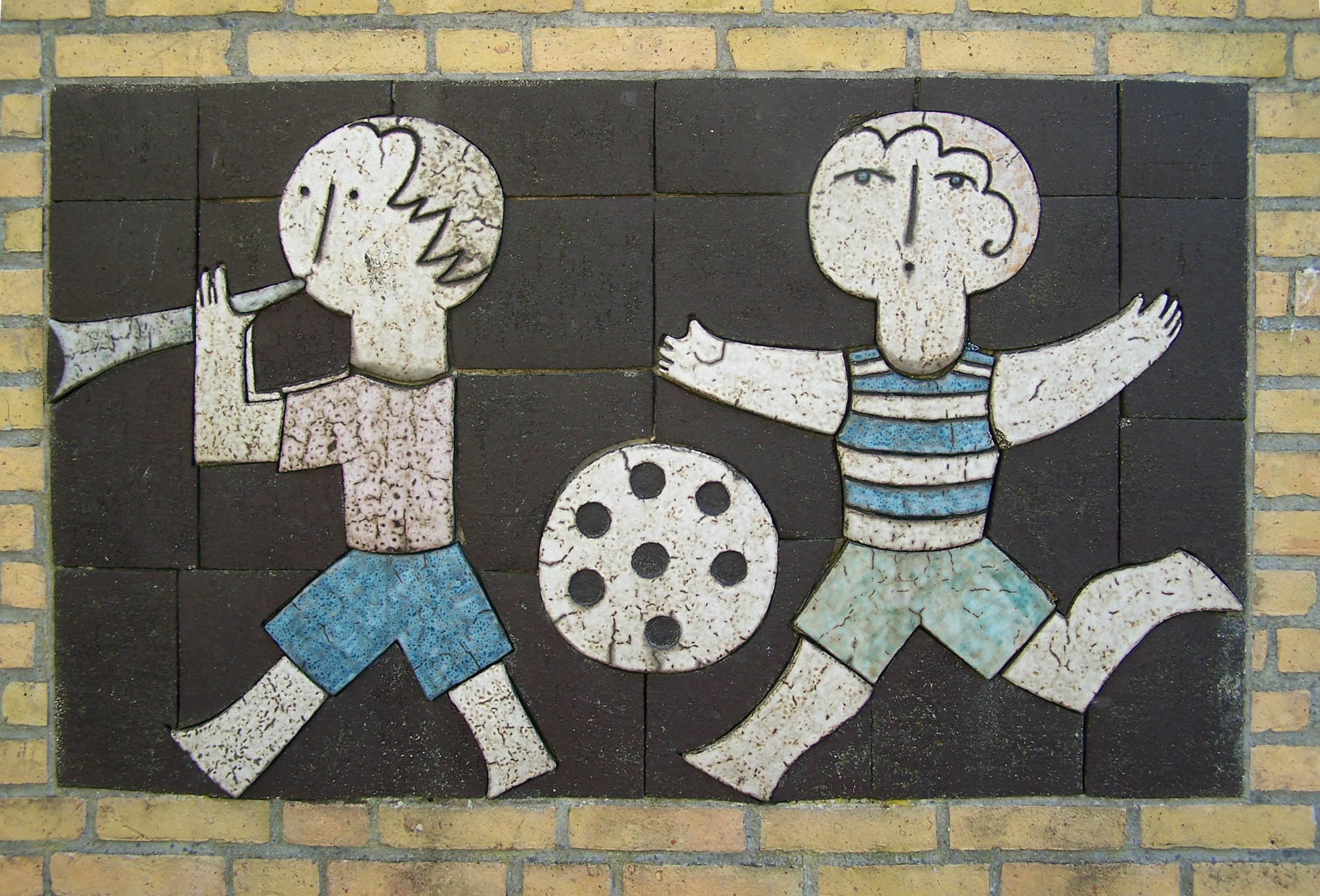
Keramikrelief, Comeniusschule, Schieringerweg, Leeuwarden

Künstlerisch beeinflusst war Hannie Mein von der avantgardistischen Künstlergruppe CoBrA. Sie schuf Kleinplastiken, Gebrauchsutensilien, wie Schüsseln, Töpfe, Schalen, Vasen, aber auch großflächige Wandreliefs und Fassadendekorationen. Sie fertigte ihre Werke per Hand auf einer Töpferscheibe und brannte sie bei 1160 °C. Sie arbeitete vorzugsweise mit schwarzem Ton und verwendete vielfach blaue und grüne Glasuren, die zu ihrem Markenzeichen wurden und charakteristisch für ihre Arbeiten sind. Daneben führte sie vielfach Aufträge aus und gestaltete die Außenfassaden von Schulen und anderen öffentlichen Gebäuden mit Keramikreliefs, unter anderem in Wolvega, Noordwoolde, De Blesse und Steggerda.
Ab Mitte der 1950er Jahre signierte Hannie Mein ihre Entwürfe mit „Con Amore“, nach ihrem Umzug nach Vinkega 1968 mit ihren Initialen „HM“. Bis 1982 hatte sie viele Arbeiten in Serie produziert, danach fertigte sie vor allem Unikate.
Hannie Mein war Mitglied verschiedener Künstlervereinigungen, wie Centraal Orgaan Scheppend Ambacht (COSA) in Delft ab 1969, Beeldende Kunstenaars Friesland ab 1974, Nederlandse Vakgroep Keramisten ab 1985 und Fryske Kultuurried ab 1992. 1988 war sie eine der Gründerinnen der Stichting Keramisten Noord Nederland (SKN).
Ausstellungen (Auswahl):
- 1971: Kasteel Zwaluwenburg, Zwaluwenberg 6, Oldebroek
- 1975: Theater De Lawei, Drachten
- 1985: Museum Joure, Joure
- 1987: Galerie Hannie Mein, Vinkega
- 1988: Theater De Lawei, Drachten
- 1989: Einzelausstellung, Museum Joure, Joure
- 1989: S.B.K. Friesland Leeuwarden
- 1990: Ausstellungsraum Wolvega, Weststellingwerf
- 1991: Museum Princessehof, Leeuwarden
- 1992: Ausstellungsraum Wolvega, Weststellingwerf[3]
- 2003: Retrospektive, Nationaal Vlechtmuseum, Noordwolde[4]